# MRF Tyres
MRF Tyres, o MRF (in hindī एम.आर.एफ.), è una multinazionale indiana produttrice di pneumatici, la più grande azienda produttrice di pneumatici in India e la tredicesima al mondo per fatturato.
Nel 2023 MRF era stata nominata il secondo marchio di pneumatici più forte al mondo da Brand Finance, con una valutazione AAA-, e al terzo posto nel 2025.
Ha sede a Chennai. La sigla MRF deriva dailla denominazione originale del 1946, Madras Rubber Factory. 
L'azienda produce prodotti in gomma, tra cui pneumatici, battistrada, camere d'aria e nastri trasportatori, vernici e giocattoli.
MRF è attiva anche nel cricket e negli sport motoristici; gestisce la MRF Pace Foundation e l'MRF Institute of Driver Development a Chennai.